# Saint-Symphorien (ort i Belgien)
Saint-Symphorien är en ort i Belgien. Den ligger i provinsen Hainaut och regionen Vallonien, i den centrala delen av landet, 50 km sydväst om huvudstaden Bryssel. Saint-Symphorien ligger 44 meter över havet och antalet invånare är 2 838.
Terrängen runt Saint-Symphorien är huvudsakligen platt. Saint-Symphorien ligger nere i en dal. Runt Saint-Symphorien är det ganska tätbefolkat, med 129 invånare per kvadratkilometer.. Närmaste större samhälle är Mons, 4,2 km väster om Saint-Symphorien. 
Trakten runt Saint-Symphorien består till största delen av jordbruksmark.